# 13th Hussars

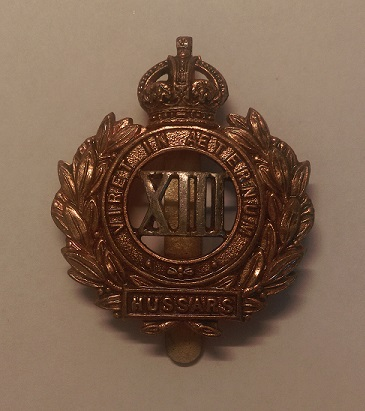
Mützenabzeichen der 13th Hussars

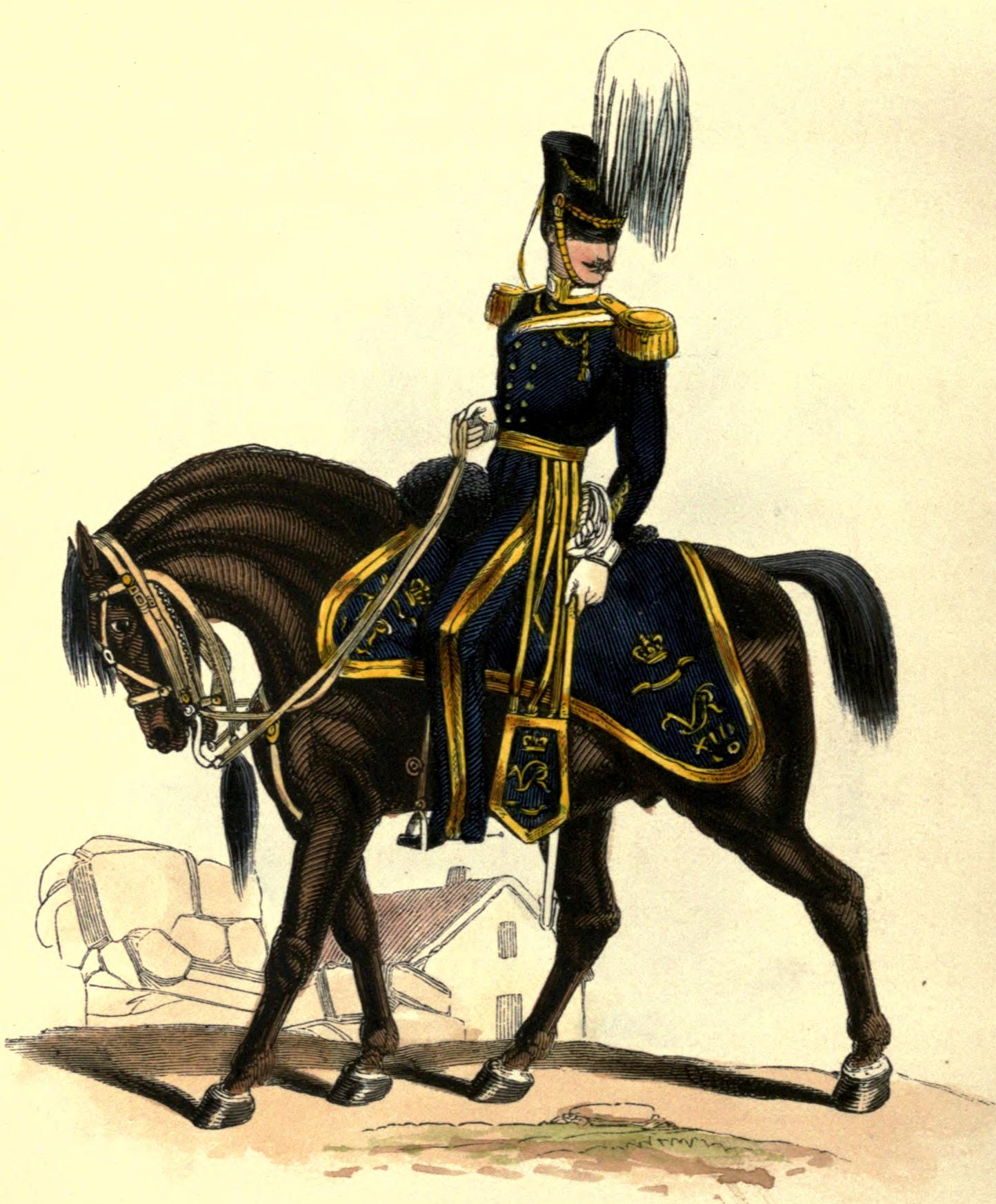
Uniform der 13th Light Dragoons, 1842

Die 13th Hussars waren ein Kavallerieregiment der britischen Armee, das von 1715 bis 1922 bestand.

## Geschichte
Am 23. Juli 1715, weniger als ein Jahr nach Beginn seiner Herrschaft, beauftragte König Georg I. als Reaktion auf den Jakobitenaufstand die Aufstellung mehrerer neuer Dragonerregimenter. Eines davon war Munden’s Regiment of Dragoons, das nach seinem Gründer und erstem Colonel, dem Brigadier-General Richard Munden, benannt wurde. Das Regiment wurde entsprechend in der Folgezeit nach seinem jeweiligen Colonel benannt (1722–1725 Rich’s Regiment of Dragoons, 1725–1730 Stanhope’s Regiment of Dragoons etc.), bis es am 1. Juli 1751 als 13th Regiment of Dragoons nummeriert wurde. 1783 wurde die Rolle des Regiments zu Leichter Kavallerie geändert und das Regiment zu 13th Regiment of (Light) Dragoons umbenannt. 1861 wurde die Rolle zu Husaren geändert und das Regiment zu 13th Hussars umbenannt.
Am 9. November 1922 wurde das Regiment mit den 18th Royal Hussars (Queen Mary’s Own) zu den 13th/18th Royal Hussars (Queen Mary’s Own) verschmolzen. Dieses wurde 1992 mit den 15th/19th The King’s Royal Hussars zum Regiment Light Dragoons verschmolzen. Die Light Dragoons führen die Tradition der 13th Hussars weiter.

## Regimental Colonels
Colonel of the Regiment waren:
- 1715–1722: Brigadier-General Richard Munden
- 1722–1725: Field Marshal Sir Robert Rich, 4. Baronet
- 1725–1730: Major-General William Stanhope
- 1730–1740: Lieutenant-General Henry Hawley
- 1740–1741: Colonel Robert Dalway
- 1741–1743: Lieutenant-General Humphrey Bland
- 1743–1745: Colonel James Gardiner
- 1745–1746: Colonel Francis Ligonier
- 1746–1751: Colonel Peter Naison
- 1751: Major-General Sir Charles Powlett
- 1751–1754: Field Marshal Henry Seymour Conway
- 1754–1758: General John Mostyn
- 1758–1778: Lieutenant-General Archibald Douglas
- 1778–1781: Lieutenant-General Sir Richard Pierson
- 1781–1811: General Francis Craig
- 1811–1845: General Sir Henry George Grey
- 1845–1860: General Edward Pyndar Lygon
- 1860–1868: Lieutenant-General Allan Maclean
- 1868–1871: General John Lawrenson
- 1871–1883: Lieutenant-Colonel Fitzroy Maclean
- 1883–1890: Lieutenant-General Broadley Harrison
- 1890–1891: Lieutenant-General Richard Buckley Prettejohn
- 1891–1894: General William Henry Seymour
- 1894–1911: General Sir Baker Creed Russell
- 1911–1922: Lieutenant-General Sir Robert Baden-Powell

## Battle Honours
Dem Regiment wurden folgende Battle Honours verliehen (englische Originalbezeichnungen):
- Albuhera
- Vittoria
- Orthes
- Toulouse
- Peninsula
- Waterloo
- Alma
- Balaklava
- Inkerman
- Sevastopol
- Relief of Ladysmith
- South Africa 1899–1902
- France and Flanders 1914–16
- Kut al Amara 1917
- Baghdad
- Sharqat
- Mesopotamia 1916–18